# Arthur Perger
Arthur Perger (nemško Arthur von Perger), avstrijski veleposestnik, gospodarstvenik, * 2. januar 1852, Hirtenberg, † 1. april 1930, Dunaj.
Bil je zadnji lastnik mislinjskega posestva od leta 1899, takrat imenovanega Gospodstvo Mislinja (popis deželnih veleposestev Štajerske 1901 - Schematismus des landtaeflichen und Grossgrund-Besitzes von Steiermark) z upravo v Mislinji in centralo na Dunaju.